# Dietrich Sartorius
Dietrich Sartorius, auch Theoderich von Nassau, († nach 1543 in Oberursel) war ein evangelischer Prediger der Reformationszeit.

## Leben und Werk
Sartorius war seit 1521 Pfarrverweser an St. Ignaz in Mainz. 1523 kam er auf Einladung des Patriziers Hamman von Holzhausen nach Frankfurt am Main, wo er Vikar an St. Bartholomäus und Prediger zu St. Katharinen wurde. Dort predigte er, wie der altgläubige Dechant des Liebfrauenstiftes Johannes Cochläus vermerkte, gegen die Lehre vom Messopfer und vom Fegefeuer, gegen die Heiligenverehrung und für das Recht auf freie Pfarrerwahl durch die Gemeinde.  Mit seinen Predigten im Geist der Reformation fand er viel Zustimmung unter der Frankfurter Bevölkerung, wurde aber vom Klerus und von Teilen der städtischen Obrigkeit angefeindet. Im Juni 1524 rügte der Mainzer Erzbischof Albrecht von Brandenburg den Rat der Stadt wegen des lutherischen Prädikanten an der Katharinenkirche; dies konnte dem Rat als Verletzung des Wormser Ediktes und damit als Auflehnung gegen den Kaiser vorgehalten werden. Obwohl die Bewohner von Sachsenhausen im Juli 1524 ihr Recht auf freie Pfarrerwahl forderten und sich Sartorius als Pfarrer wünschten, gab der Rat dem erzbischöflichen Druck nach. Ab November 1524 durfte Sartorius nicht mehr in Frankfurt predigen. Die reformatorische Volksbewegung war jedoch inzwischen so stark geworden, dass das Volk Anfang 1525 im Frankfurter Zunftaufstand den katholischen Stadtpfarrer Peter Meyer vertrieb und die Berufung der reformatorischen Prediger Johann Bernhard und Dionysius Melander durch den Rat erzwang.
Sartorius wurde 1525 Prediger in Oberursel.